# 20855 Аріфаван
20855 Аріфаван (2000 VV27, 1993 TY45, 1993 VF5, 1995 GA6, 1996 PP4, 20855 Arifawan) — астероїд головного поясу, відкритий 1 листопада 2000 року.
Тіссеранів параметр щодо Юпітера — 3,588.